# Sherman Oaks
Sherman Oaks è un distretto della città statunitense di Los Angeles, in California. Si estende nella San Fernando Valley su una superficie di circa cinque chilometri quadrati. A differenza della maggior parte della Valley, l'area è relativamente urbanizzata, con grattacieli che si diffondono dalla strada principale, la Ventura Boulevard.

## Cultura
Sherman Oaks è una comunità agiata, con diverse boutique alla moda e con molte case sofisticate e ristoranti. Uno dei principali motivi che l'hanno resa famosa è la presenza della Sherman Oaks Galleria, un centro commerciale identificato come il ritrovo delle valley girl, lo stereotipo delle ragazze materialiste ed edoniste di classe media o medio-alta che negli anni ottanta vivevano nella San Fernando Valley (la loro immagine, almeno negli Stati Uniti, è divenuta largamente nota per merito del film del 1983 Valley Girl e di una canzone di Frank Zappa col medesimo titolo).

## Eventi sismici
Nel 1994 la località fu soggetta agli effetti di un terremoto di magnitudo di 6,7 gradi Richter, con epicentro nella vicina Northridge.